# レオン・バージン
レオン・バルザン（Leon Barzin, 1900年11月27日 - 1999年4月29日）は、ベルギー出身でアメリカ合衆国で活躍した指揮者である。

## 生い立ちと初期のキャリア
バルザンは、1900年11月27日にブリュッセルでレオン・ウジェーヌ・バルザン（Léon Eugene Barzin）として生まれた。父親はベルギー王立劇場のオーケストラの首席ヴィオラ奏者であった。2歳の時に家族と共にアメリカ合衆国へ移住した。幼少期から、メトロポリタン歌劇場でヴィオラ奏者に転じた父親よりヴァイオリンを教わった。また、エドゥアール・デル、ピエール・エンロット、ウジェーヌ・イザイら著名な音楽家からも薫陶を受けた。
1919年にニューヨーク・フィルハーモニック交響楽団にヴァイオリン奏者として入団したが、1925年にはヴィオラ・パートへ移籍した。

## 指揮者への転向と主要ポスト
1930年、アルトゥーロ・トスカニーニの勧めで指揮者へ転向した。同年、ナショナル・オーケストラル・アソシエーションの初代首席指揮者に就任した。1948年にはニューヨーク・シティ・バレエの創立指揮者を務めた。
1958年、ナショナル・オーケストラル・アソシエーションとニューヨーク・シティ・バレエのポストを一旦退き、パリへ渡った。解散状態にあったパリ・フィルハーモニー管弦楽団を再結成し、指揮活動を展開した。また、スコラ・カントルムでも指揮法を教えた。

## 後年の活動と死去
1970年にアメリカ合衆国に戻り、古巣であるナショナル・オーケストラル・アソシエーションの音楽監督に復帰し、1976年までその職を務めた。その後は、パリ、ヴォー＝シュル＝セーヌ、フリブール、ロンドンなどで指揮法を教えた。
1924年にアメリカ市民権を取得した。1999年4月29日、フロリダ州ネイプルズにて98歳で死去した。

## 註
1. ↑  nationalorchestral.org
2. ↑  nytimes.com